# Anzacia
Genre
Synonymes
- Adelphodrassus Rainbow, 1920

Anzacia est un genre d'araignées aranéomorphes de la famille des Gnaphosidae.

## Distribution
Les espèces de ce genre se rencontrent en Océanie.

## Liste des espèces
Selon World Spider Catalog (version 17.5, 28/10/2016) :
- Anzacia daviesae Ovtsharenko & Platnick, 1995
- Anzacia debilis (Hogg, 1900)
- Anzacia dimota (Simon, 1908)
- Anzacia gemmea (Dalmas, 1917)
- Anzacia inornata (Rainbow, 1920)
- Anzacia invenusta (L. Koch, 1872)
- Anzacia micacea (Simon, 1908)
- Anzacia mustecula (Simon, 1908)
- Anzacia perelegans (Rainbow, 1894)
- Anzacia perexigua (Simon, 1880)
- Anzacia petila (Simon, 1908)
- Anzacia respersa (Simon, 1908)
- Anzacia sarrita (Simon, 1908)
- Anzacia signata (Rainbow, 1920)
- Anzacia simoni Roewer, 1951

## Publication originale
- Dalmas, 1919 : Catalogue des araignées du genre Leptodrassus (Gnaphosidae) d'après les matériaux de la collection E. Simon au Muséum d'Histoire naturelle. Bulletin du Muséum d'Histoire Naturelle, Paris, vol. 1919, p. 243-250 (texte intégral).